# فهرس المقالات المعمارية
فهرس أبجدي للمقالات المتعلقة بالهندسة المعمارية.

## قائمة
- أبادانا
- أبوديتيريوم
- أتريوم
- أرضية زجاجية
- أرضية مرتفعة
- أركيتكتشرال ريفيو
- أساس (بناء)
- أساس سطحي
- أساس عميق
- أسكفة نافذة
- أسلوب الكاتدرائية البولندية
- أسلوب بالازو المعماري
- أسلوب ستريملاين مودرن
- أصول تاج محل ومعماره
- أطلال
- أكادير (معمار)
- أكروبول
- أماكن عبقرية
- أندرون
- أهرام مصر
- أهرامات أمريكية
- أوبوس إنسيرتوم
- أوبوس راتيكولاتوم
- أوبوس سبيكاتوم
- أوبوس غاليكوم
- أوبوس فيتاتوم
- أوبوس كوادراتوم
- أوبوس لاتيريكيوم
- أوبوس ميكستوم
- أوكولوس
- أوم (هندوسية)
- أيقونة معمارية
- إحياء إغريقي
- إحياء العمارة الإيطالية
- إحياء العمارة البيزنطية
- إحياء العمارة الروسية
- إحياء العمارة الرومانسكية في المملكة المتحدة
- إحياء العمارة المصرية في الجزر البريطانية
- إحياء العمارة المصرية
- إحياء العمارة المغاربية
- إحياء العمارة الهندية الساراكينوسية
- إحياء العمارة
- إحياء عمارة الباروك
- إحياء عمارة المتوسط
- إروري
- إسطبة
- إعادة الاستخدام المتكيف
- إعادة البناء (عمارة)
- إفريز
- إقليمية نقدية
- إيزابلين (طراز معماري)
- إيوان
- استخدام ثانوي (عمارة)
- الآثار القديمة لجاوة
- الأبراج المستديرة
- الأحجار الجافة
- الأرانب الثلاث
- الإسكان ميسور التكلفة في كندا
- الانتقائية في العمارة
- البيت الفيكتوري
- التحصين في العصور الوسطى
- التخطيط العمراني في الدول الشيوعية
- التربيع
- التسلسل الزمني للأنماط المعمارية
- التطور المعماري للطرف الشرقي من الكاتدرائيات في إنجلترا وفرنسا
- التمرير (الفن)
- الرياضيات والهندسة المعمارية
- الزجاج المعشق في العصور الوسطى
- الشرقية (عمارة)
- الصورة بالغرض
- الطراز الدولي (عمارة)
- العمارة الإترورية
- العمارة الإسكتلندية في الثورة الصناعية
- العمارة الاستعمارية في إندونيسيا
- العمارة الاستعمارية في جنوب شرق آسيا
- العمارة الباروكية التشيكية
- العمارة البيزنطية الجديدة في الإمبراطورية الروسية
- العمارة البيوالكترونية
- العمارة الحركية
- العمارة الحيوانية
- العمارة الخشبية الصينية القديمة
- العمارة السكنية في القاهرة التاريخية
- العمارة السودانية الساحلية
- العمارة الصينية
- العمارة العامية لمنطقة الكاربات
- العمارة القوطية التشيكية
- العمارة القوطية العلمانية والمحلية
- العمارة القوطية في البندقية
- العمارة الكلاسيكية الجديدة
- العمارة الكلاسيكية الحديثة في ميلانو
- العمارة المجازية
- العمارة المدجنة في أراغون
- العمارة المعاصرة في أثينا
- العمارة الهندوسية
- العمارة الهندية المنحوتة في الصخر
- العمارة في إفريقيا
- العمارة في الأردن
- العمارة في السعودية
- العمارة في الكنائس الشرقية الأرثوذكسية
- العمارة في جوهانسبرج
- العمارة في فلسطين
- العمارة في لبنان
- العمارة في مدغشقر
- العمارة في مصر القديمة
- الفلل البالادية في فينيتو
- الفن المعماري التصوري
- الفن والعمارة الكرواتية ما قبل الرومانسيكية
- الفن والعمارة الميروفنجية
- القبة (غرفة)
- القصور الفاطمية الكبرى
- الكاتدرائيات والكنائس القوطية
- الكلاسيكية الحديثة في فرنسا
- الليمس
- المؤتمر الدولي للعمارة الحديثة
- المباني والعمارة في برايتون أند هوف
- المباني والهندسة المعمارية في بريستول
- المبنى الرئيسي (بوذية يابانية)
- المدرسة المتمسكة بالتقاليد (عمارة)
- المدينة الفاضلة
- المعابد اليونانية
- المعهد الملكي للمعماريين البريطانيين
- المنازل المتتالية
- المنازل مسبقة الصنع
- النحاس في العمارة
- النظام الأيوليكي
- الهندسة المعمارية التشيكية في عصر النهضة
- الهندسة المعمارية في تركيا
- الهندسة المعمارية في دولة الإمارات العربية المتحدة
- الهندسة المعمارية لحضارة الإنكا
- بئر مدرج
- باب خلفي
- باب دوار
- باب زائف
- باب منزلق (تحصين)
- باب هولندي
- بارثينون
- بارو طويل
- باروك أوكراني
- باروك إسباني جديد
- باروكية صقلية
- بازيليكا
- باغودة
- باوهاوس
- برج (عمارة)
- برج الناقوس
- برج جرس (عمارة)
- برج شاهق
- برج محصن
- برج مراقبة
- برج مياه
- بركة عاكسة
- برمق
- بريج (عمارة)
- بلاترسكي
- بناء بالطوب
- بناء صفر الطاقة
- بناء مدرج
- بناء مستدام
- بهو معمد
- بوابة مدينة
- بووك (يوكاتان)
- بيت الاجتماع الديني
- بيت الجليد
- بيت المعمودية
- بيت ريفي
- بيت ملاصق
- بيت نكاية
- بيدرماير
- بيرابتيروس
- بيراستسيس
- بيراميديون
- بيضية
- بيفي
- تاج العمود
- تاجوج (عمارة)
- تاريخ أطول المباني في العالم
- تاريخ التخطيط العمراني
- تاريخ العمارة
- تاريخ القباب الفارسية
- تاريخ القباب القديمة والبسيطة
- تاريخ قباب العصر الحديث
- تاريخ قبب النهضة الإيطالية
- تاريخانية (فنون)
- تاون هاوس
- تتراکونش
- تجميع (ترميم)
- تحديب جمالي
- تخديد (عمارة)
- تخشين (عمارة)
- تخطيط حضري
- تدلاكت
- ترمبلوي
- تصالب (كنيسة)
- تصميم الإضاءة المعمارية
- تصميم المبنى
- تصميم شامل
- تصميم عمراني
- تعبيرية الطوب
- تعريشة
- تفكيك (مباني)
- تفكيكية (عمارة)
- تفوقية
- تقنية معمارية
- تكلفية
- تماثيل عذارى كارواي
- تماثيل فوق المسنم
- توري
- تيبيداريوم
- تيترابايلون
- ثقب معلق
- ثلاثية الأخاديد
- ثلمة
- ثورة العمارة الرومانية
- ثولوبات
- ثولوس (الهندسة المعمارية)
- جائزة بريتزكر
- جائزة ريبا
- جالي
- جامة
- جدار التجويف (بناء)
- جدار الحماية (البناء)
- جدار القص
- جدار ترومب
- جدار ساند
- جدار ستائري
- جدار
- جسر روماني
- جسر قنطري
- جسر قوسي
- جمالون
- جملون
- جناح (كنيسة)
- جناح المناور
- جنونية
- جنيسم
- جوقة (عمارة)
- جيرة
- جيمناسيون (اليونان القديمة)
- جينجا
- جھجا
- حاجز الجوقة
- حاوية شحن العمارة
- حجر أبلق
- حجر أساس
- حجر الرباط
- حجر العقد
- حجر صب
- حجرة اللبس
- حداثة منتصف القرن
- حديقة السطح
- حركة البيت الصغير
- حصن تلة
- حصن صغير
- حصن
- حضرية جديدة
- حفاظ معماري
- حقل المنحوتة (معمار)
- حلبة
- حلية رباعية الأوراق
- حلية شبكية
- حليقة (عمارة)
- حنية الكنيسة
- حنية كروية
- حنية مقرنص
- حوش (العمارة)
- حوض ماء
- خان
- خرسانة خامة
- خرسانة رومانية
- خروتشوفكا
- خطة (رسم)
- درج
- دركاه
- دريئة
- دعامة
- دقران
- دكة
- دنطيل
- ذروة البرج
- ذو رواقين
- رافدة مستعرضة
- رافدة
- رباط (مبنى)
- ردهة
- رسم صناعي
- رسم معماري
- رواق (عمارة)
- رواق أعمى
- رواق إسلامي
- رواق معمد
- رواق مقنطر
- رواق
- روشن (حصن)
- روشن (عمارة)
- روطن
- روكوكو
- روما ليماس
- رياض مغربي أندلسي
- زاوية محصنة
- زجاج طافي
- زجاج معشق
- زجاج معماري
- زخارف هندسية إسلامية
- زخرفة عربية
- زخرفة متعددة الألوان
- زليج
- ساكف
- سبيل
- ستار لفاف
- ستوى
- سرادق
- سرداب كنيسة
- سرداب
- سطح جملوني خشبي
- سعفة النخيل (زخرفة)
- سقف (بناء)
- سقف الفراشة
- سقف سندي
- سقف مائل
- سقف مستعار
- سقف مسنم
- سقف مضاعف الميل
- سقف منكسر
- سقيفة سيارة
- سكة الوزرة
- سندرة
- سهم (عمارة)
- سور (دفاع)
- سوراو
- شاتو
- شاليه
- شبكة الإسناد المائل
- شرفة (عمارة)
- شرفة مسرح
- شرفة مفرجة
- شطيبة
- شق السهم
- شقة من غرفة واحدة
- شقة
- شينباشيرا (عمارة)
- صحن (ساحة)
- صحن (كنيسة)
- غشاء العتق
- صرة (عمارة)
- صرح
- صفيحة ذهبية
- صماد
- صهوة (عمارة)
- صوتيات معمارية
- ضريح (عمارة إسلامية)
- ضريح
- طالعة
- طبلة (عمارة)
- طراز آدم
- طراز إمبراطوري
- طراز الإمبراطورية الثانية
- طراز الملكة آن المعماري في الولايات المتحدة
- طراز الملكة آن
- طراز رومانسي وطني
- طراز سويسري
- طراز لويس الخامس عشر
- طراز لويس الرابع عشر
- طراز لويس السادس عشر
- طراز نابليون الثالث
- طرز معمارية
- طريق علوية
- طريقة بناء الأهرام المصرية
- طنف
- طوب روماني
- طوب زجاجي
- طوب
- ظاهراتية (عمارة)
- ظلة (أثاث)
- ظلة (عمارة)
- ظلة قبية
- عتبة
- عصر النهضة الأمريكي
- عضادة (دعامة)
- عقادة
- عقد (عمارة)
- عقد مروحي
- عقدة الثالوث
- عقلانية (عمارة)
- علم التشكل (عمارة)
- علية سكن
- عماد (عمارة)
- عماد (نافذة)
- عمارة أخمينية
- عمارة أذربيجان
- عمارة أرمنية
- عمارة أستورية
- عمارة أسلوب الألواح الخشبية
- عمارة أصلية
- عمارة ألمانيا
- عمارة أموية
- عمارة أنجلو- ساكسونية
- عمارة أوكرانية
- عمارة أيرلندا
- عمارة إثيوبيا
- عمارة إحياء المايا
- عمارة إدواردية
- عمارة إسبانية
- عمارة إسطنبول
- عمارة إسكتلندا المعاصرة المبكرة
- عمارة إسكتلندا في العصور الوسطى
- عمارة إسكتلندا في عصر ما قبل التاريخ
- عمارة إسلامية
- عمارة إنتفاخية
- عمارة إنجلترا
- عمارة إندونيسيا
- عمارة إيرانية
- عمارة إيطالية
- عمارة استجابية
- عمارة استعمارية
- عمارة استقلابية
- عمارة الآزتك
- عمارة الإحياء الاستعمارية الإسبانية
- عمارة الإمبراطورية الثانية في الولايات المتحدة وكندا
- عمارة الباتاقيين
- عمارة الباروك الإسبانية
- عمارة الباروك الفرنسية
- عمارة الباروك في البرتغال
- عمارة البنغال
- عمارة الحداثة الجديدة
- عمارة الحداثة
- عمارة الحديد الصب
- عمارة الخمير
- عمارة الدار البيضاء
- عمارة الدنمارك
- عمارة الريجنسي
- عمارة العصور الوسطى
- عمارة الفضاء
- عمارة الفلبين
- عمارة الفن الجديد في ريغا
- عمارة الفنون الجميلة
- عمارة الكاتدرائيات
- عمارة الكنائس في إسكتلندا
- عمارة الكنائس
- عمارة الكنيسة الروسية
- عمارة الليل
- عمارة المتاحف
- عمارة المستعمرات الإسبانية
- عمارة المعبد الهندوسي
- عمارة المكسيك
- عمارة النرويج
- عمارة النقاء
- عمارة النهضة الدينية التبشيرية
- عمارة النهضة الفرنسية
- عمارة الهند
- عمارة الولايات المتحدة
- عمارة باروكية
- عمارة بارونية إسكتلندية
- عمارة باريس
- عمارة باكستانية
- عمارة باكو
- عمارة بالادية
- عمارة برتغالية استعمارية
- عمارة برتغالية
- عمارة برج فايناخ
- عمارة بريستول البيزنطية
- عمارة بعثات كاليفورنيا التبشيرية
- عمارة بلاد ما بين النهرين
- عمارة بنائية
- عمارة بنغلاديش
- عمارة بنيوية
- عمارة بوذية يابانية
- عمارة بوذية
- عمارة بيئية
- عمارة بيزنطية
- عمارة تعبيرية
- عمارة تيودورية
- عمارة جفرسونية
- عمارة جورجية
- عمارة خمومية
- عمارة درفيدية
- عمارة دزونغ
- عمارة دينية
- عمارة رومانسكية فرنسية
- عمارة رومانسكية في إسبانيا
- عمارة رومانسكية مدنية ومحلية
- عمارة رومانسكية
- عمارة رومانسية برتغالية
- عمارة رومانية
- عمارة ساسانية
- عمارة ستالينية
- عمارة سلالة سونغ
- عمارة سلجوقية
- عمارة سنغافورة
- عمارة سيسترسية
- عمارة شمسية
- عمارة شمولية
- عمارة صناعية
- عمارة صومالية
- عمارة عامية
- عمارة عباسية
- عمارة عثمانية
- عمارة عدائية
- عمارة عصر النهضة الجديدة
- عمارة عصر النهضة الفينيسية
- عمارة عصر النهضة
- عمارة عضوية
- عمارة فائقة التكنولوجيا
- عمارة فاس
- عمارة فاشية
- عمارة فاطمية
- عمارة فرانك لويد رايت في القرن العشرين
- عمارة فرنسية
- عمارة فكتورية
- عمارة فنلندا
- عمارة في طوكيو
- عمارة فيجاياناغارا
- عمارة فيدرالية
- عمارة قبطية
- عمارة قضيبية
- عمارة قوطية إنجليزية
- عمارة قوطية حديثة
- عمارة قوطية فرنسية
- عمارة قوطية
- عمارة كاتدرائيات العصور الوسطى في إنجلترا
- عمارة كرناتكا
- عمارة كرواتيا
- عمارة كلاسيكية جديدة
- عمارة كلاسيكية
- عمارة كورية
- عمارة كوسوفو
- عمارة كويتية
- عمارة كييف روس
- عمارة لندن
- عمارة لومباردية
- عمارة ما بعد الحداثة
- عمارة ما قبل الحرب
- عمارة مدرسة تارنوفو الفنية
- عمارة مستدامة
- عمارة معاصرة
- عمارة مغاربية
- عمارة مغربية
- عمارة مغول الهند
- عمارة مملوكية
- عمارة منحوتة في الصخر
- عمارة منغوليا
- عمارة موضوعية جديدة
- عمارة ميانمار
- عمارة نازية
- عمارة نبطية
- عمارة نوبية
- عمارة نورمانية
- عمارة هندية إسلامية
- عمارة هولندا
- عمارة هويسالا
- عمارة هيرودس
- عمارة وسط أمريكا
- عمارة وفن مسيحي مبكر
- عمارة ويلز
- عمارة يابانية
- عمارة يعقوبية
- عمارة يونانية
- عمارة
- عمد (عمارة)
- عمود (إنشاء)
- عمود النصر
- عمود سليماني
- غرغول
- غرفة زجاجية
- غرفة مقباة
- غرفة
- غزيب
- غلوريت
- غور (عمارة)
- فتحة التصريف
- فريجيداريوم
- فسطون
- فسيفساء
- فلسفة العمارة
- فن جديد
- فن زخرفي
- فن مدجن
- فن وعمارة تشولا
- فناء (عمارة)
- فوجيان تولو
- فوسوما (عمارة)
- فيلا (منزل)
- فيلات ميديتشي
- فيهارا
- قائمة أطول المباني في العالم
- قائمة أقدم البنايات في العالم
- قائمة المباني في دبي
- قاعة رئيسية
- قاعة
- قاعدة (عمارة)
- قانون البناء
- قبة بصلية
- قبة جيوديسية
- قبة
- قبر أجوف
- قبو نوبي
- قصبة (عمارة)
- قصر أندلسي
- قصر
- قضاض
- قلعة الجزيرة
- قلعة كهفية
- قلعة مدينة
- قلعة موتي وبيلي
- قلعة
- قميص (جدار)
- قناة رومانية
- قناق
- قنطرة (عمارة)
- قنوات الهواء
- قواعد التماثيل
- قوس (عمارة)
- قوس النصر
- قوس ثلاثي الفصوص
- قوس حدوة الحصان
- قوس قوطي
- قوس محدب (عمارة)
- قوص متعدد الفصوص
- قوصرة (عمارة)
- قوطي لهبي
- قوطية عالمية
- قيم التصميم المعماري
- كابول (عمارة)
- كاتدرائيات إسبانيا
- كاتدرائية
- كالداريوم
- كتف (عمارة)
- كتف تدعيم
- كتيفة (عمارة)
- كرملين (حصن)
- كفت (عمارة)
- كلاسيكية مجردة
- كمرة رابطة
- كنائس تشيلوي
- كنة
- كهفية
- كو
- كوة
- كوجه
- كوسكو
- كوماينو
- كوينزلاندير (عمارة)
- كوينشا
- كيفة (عمارة)
- لام (عمارة)
- لبنة العقد
- لغة النمط
- لوجي
- لوح تلبيس
- ليوان
- مؤرخ معماري
- مئذنة
- ما بعد البنائية
- ماجستير الهندسة المعمارية
- ماشيا (عمارة)
- مبان مسبقة الصنع (جاهزة)
- مبنى طبيعي
- مبنى مستقل ذاتيا
- مبنى
- متشابكة (نقش)
- متعقفة
- مجاز الكنيسة
- مجلس المباني الشاهقة والمساكن الحضرية
- محراب
- مخزن حبوب
- مخطط أرضية الدور
- مخطط تنظيمي
- مدادة (عمارة)
- مدة (عمارة)
- مدخل منعطف
- مدخنة شمسية
- مدخنة
- مدرج روماني
- مدرسة أمستردام
- مدرسة البراري
- مدرسة شيكاغو المعمارية
- مدماك (عمارة)
- مربع سكني
- مرقب (حصن)
- مزدوج (سكن)
- مساكن مصنعة
- مستقبلية جديدة
- مستقبلية سالفة
- مسجد التتار
- مسجد جامع
- مسجد
- مسرح روماني
- مسلة
- مشبك (عمارة)
- مشربية قوسية
- مشربية
- مشرف (عمارة)
- مشكاة (عمارة)
- مصطبة (آثار)
- مصلى كنسي
- مصلى
- مصمم معماري
- مطل
- مظلة دينية
- معبد أنتاي
- معبد روماني
- معبد
- معمد (عمارة)
- مغارة
- مقام (مزار)
- مقدس (عمارة)
- مقرنص
- مقصورة
- مكمن
- ملقف
- ممارسة معمارية
- ممر سري
- ممشى مسقوف
- منافسة تصميم معماري
- منتدى أفكار
- مندلون
- منزل الشوزن
- منزل بيهايف
- منزل تاريخي
- منزل كبير
- منزل مملحة
- منزل منخفض الطاقة
- منزل
- منشآت قشرية
- منصة (هيكل)
- منظور قسري
- منفذ هجوم
- مهرجان العمارة العالمي
- مهندس المواقع
- مهندس معماري
- موديول فيتروفي
- مونبتاروس
- ميدان عام (روماني)
- نابية (عمارة)
- ناتئة زخرفية
- ناصية التاج
- ناطحات السحاب المبكرة
- نافذة الساحرة
- نافذة الورد
- نافذة مروحية
- نافذة
- نحت ضخم
- نحت معماري
- نسبة (عمارة)
- نصف برج
- نصف قبة
- نظام إيوني
- نظام دوري
- نظام كلاسيكي
- نظام كورنثي
- نظريات العمارة
- نظرية وظيفية (عمارة)
- نقار خانا
- نقش بارز
- نقش شبكي
- نمط مهذب
- نهضة العمارة الاستعمارية الهولندية
- نوراك
- نيمفيوم
- هرم مقلوب (عمارة)
- هري (مخزن)
- هندسة العمارة البوليفية
- هندسة برشلونة المعمارية
- هندسة شيكاغو
- هندسة معمارية فضائية
- هندسة معمارية
- هوندن (شنتو)
- هيبودروم (ميدان سباق خيل)
- هيبوكاوستوم
- هيرتسوغ ودي مورون
- هيرما
- هيكل (كنيسة)
- هيكل الشد
- هيكل خشبي
- هيكل غير مبني
- وات (معبد)
- واجهاتية
- واجهة المبنى
- وتل وطين
- وزرة (عمارة)
- وزرة (هندسية معمارية)
- يخجال